# CDP-diacilglicerol—serin O-fosfatidiltransferaza
CDP-diacilglicerol—serin O-fosfatidiltransferaza (EC 2.7.8.8, fosfatidilserinska sintaza, CDPdiglicerid-serinska O-fosfatidiltransferaza, PS sintaza, citidin 5'-difosfo-1,2-diacil--glicerol (CDPdiglicerid):L-serin O-fosfatidiltransferaza, fosfatidilserin sintetaza, CDP-diacilglicerol-L-serin O-fosfatidiltransferaza, citidin difosfoglicerid-serin O-fosfatidiltransferaza, CDP-diglicerid-L-serin fosfatidiltransferaza, CDP-diglicerid:serin fosfatidiltransferaza, citidin 5'-difosfo-1,2-diacil-sn-glicerol:L-serin O-fosfatidiltransferaza, CDP-diacilglicerol:-serin 3-O-fosfatidiltransferaza) je enzim sa sistematskim imenom CDP-diacilglicerol:-serin 3-sn-fosfatidiltransferaza. Ovaj enzim katalizuje sledeću hemijsku reakciju
CDP-diacilglicerol + L-serin {\displaystyle \rightleftharpoons } CMP + (3-sn-fosfatidil)-L-serin

## Literatura
- Nicholas C. Price; Lewis Stevens (1999). Fundamentals of Enzymology: The Cell and Molecular Biology of Catalytic Proteins (Third изд.). USA: Oxford University Press. ISBN 019850229X.
- Eric J. Toone (2006). Advances in Enzymology and Related Areas of Molecular Biology, Protein Evolution (Volume 75 изд.). Wiley-Interscience. ISBN 0471205036.
- Branden C; Tooze J. Introduction to Protein Structure. New York, NY: Garland Publishing. ISBN 0-8153-2305-0.
- Irwin H. Segel. Enzyme Kinetics: Behavior and Analysis of Rapid Equilibrium and Steady-State Enzyme Systems (Book 44 изд.). Wiley Classics Library. ISBN 0471303097.

## Spoljašnje veze
- CDP-diacylglycerol---serine+O-phosphatidyltransferase на 